# Martin Herchenröder

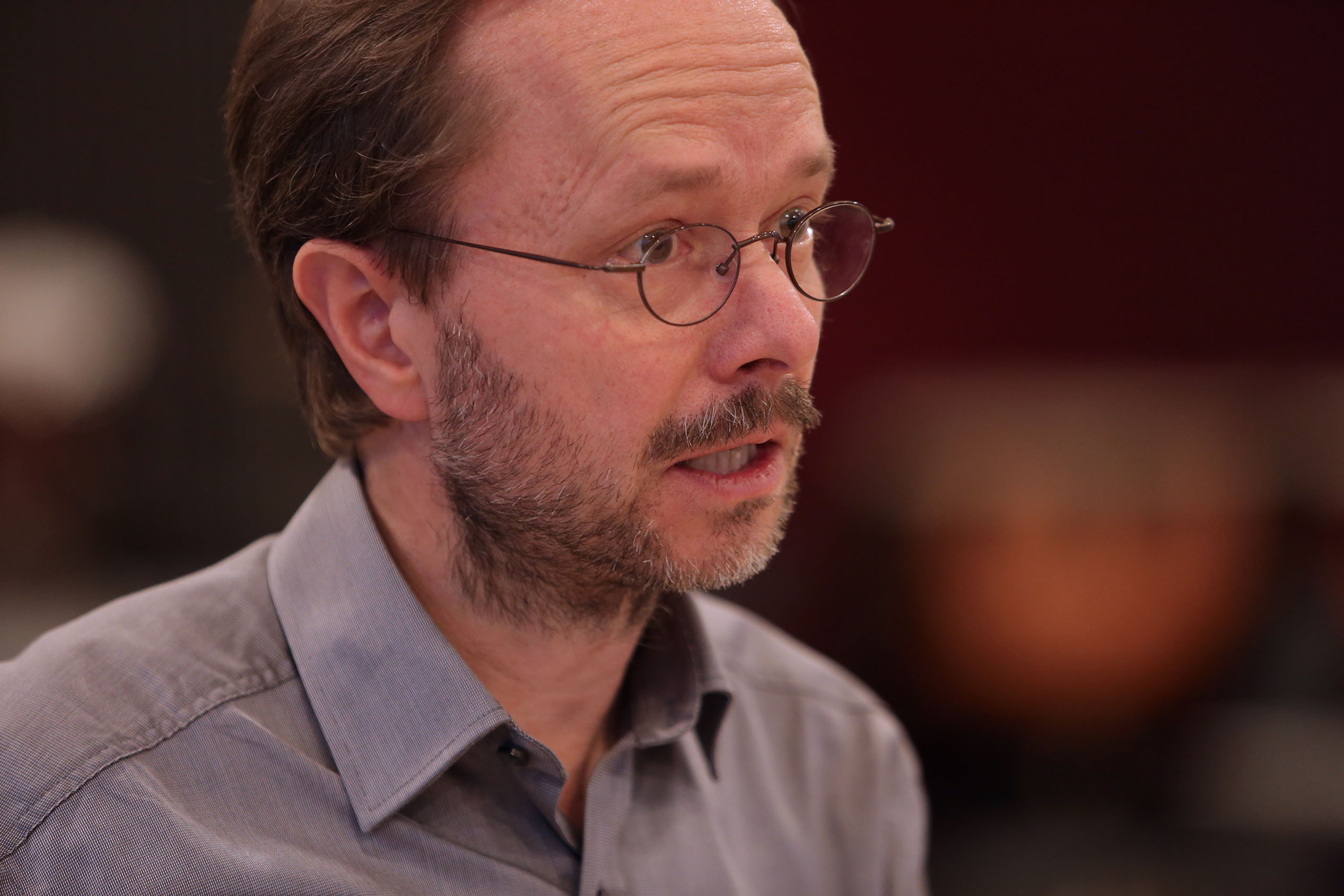
Martin Herchenröder (2015)

Martin Herchenröder (* 12. Januar 1961 in Iserlohn) ist ein deutscher Komponist, Organist und Musikwissenschaftler.

## Leben
Martin Herchenröder studierte Schulmusik, Kirchenmusik, Tonsatz (D. Gostomsky), Orgel (Ludger Lohmann und Wolfgang Stockmeier) und Komposition (Jürg Baur und Hans Werner Henze) an der Musikhochschule Köln sowie Musikwissenschaft, Germanistik und Pädagogik an der Universität zu Köln.
Im Jahr 1992 übernahm er eine Stelle als Dozent für Tonsatz am Konservatorium Augsburg, bevor er zwei Jahre später die Professur für Musiktheorie an der Universität Siegen antrat, wo er bis heute tätig ist. Dort gründete er u. a. das Studio für Neue Musik der Universität Siegen. Parallel dazu war er von 1992 bis 2009 als Lehrbeauftragter für das Fach Tonsatz an der Musikhochschule Köln tätig, wo er u. a. Hauptfachunterricht gab und regelmäßig studentische Projekte leitete.
Vorträge, Workshops und Master Classes führten ihn an Universitäten und Musikhochschulen im In- und Ausland, wie beispielsweise an die McGill University in Montreal, die University of Chicago, die Fryderyk-Chopin-Universität für Musik in Warschau, das Zentrale Musikkonservatorium in Beijing, die New York University sowie die Juilliard School of Music in New York. Im Jahr 1998 war er als Gastprofessor für Orgel an der University of British Columbia in Vancouver tätig, 2015/16 als Gastprofessor für Komposition und Orgel an der königlichen Musikakademie in Kopenhagen. Seit 2008 lehrt er als Gastprofessor in den Orgel- und Kompositionsdepartements der Eastman School of Music an der University of Rochester in New York.
Darüber hinaus ist Herchenröder als Konzertorganist tätig. Regelmäßige Konzerte führten ihn in viele Länder Europas, nach Kanada und in die USA. Seine Duopartner sind Paulo Alvares (Klavier), Friedrich Gauwerky (Violoncello), Daniel Hees (Zeichnungen), Carin Levine (Flöte) und Markus Stockhausen (Trompete).

## Werke
Herchenröders Kompositionen stehen in der Tradition der musikalischen Moderne. So zeigen seine frühen Werke Einflüsse der Wiener Schule, von Olivier Messiaen und György Ligeti. In der Verbindung von Expressivität und Struktur erweist sich außerdem eine Prägung durch die Musik von Johann Sebastian Bach. Herchenröders Stilistik lässt sich als prozesshaft-dynamisch beschreiben (z. B. Weg…Stationen), die sich auch in fragmentartigen Strukturen durchsetzt (z. B. kontakte). Spannung entsteht durch einen Wechsel zwischen gradueller oder eruptiver Entwicklung und bisweilen schroffen Kontrasten (z. B. zeit raum II: Ströme). Ausgangspunkt seiner Arbeit ist ein musikalisches Bild, das sich im Nachgang seine musikalischen Strukturen sucht (z. B. Phoenix und Drache). Dabei sind seine Inspirationsquellen sehr vielfältig. So hat z. B. Ton Gitter Sprach Suche seinen Ursprung in der Literatur, bei Gedichten des Lyrikers Paul Celan. Außerdem fand Herchenröder Inspirationen in der bildenden Kunst (Serie Paul-Klee-Blatt I-V), dem Theater (Shakespeares Sturm in der Komposition The Tempest), der Philosophie (z. B. Erscheinung), der Psychologie (z. B. Inseln der Gegenwart) sowie in den Naturwissenschaften (z. B. zeit raum I: ad fontes).

## Werkverzeichnis (Auswahl)

### Werke für Orchester
- 1990 Wachsen lassen
- 1994/95 Weg…Stationen
- 1997 Inseln der Gegenwart. Drei Moments musicaux für Streichorchester
- 2004 Landschaften – innen, außen. Konzert für zwei Gitarren und Orchester

### Werke für Ensemble
- 1987 Tristan. Imaginäre Ballettszenen. Für Bläser, Schlagzeug und Klavier
- 1987 Psalm 1987
- 2013 Powerplay. Für acht Violoncelli

### Kammermusik
- 1989 Ton Gitter Sprach Suche. Für zwei Gitarren
- 1990 Mosaik II. Für Flöte und Orgel
- 1992 The Tempest. Imaginäres Theater nach William Shakespeare. Für Flöte und Gitarre
- 1993 Stücke über den Tod. Für Violoncello und Klavier
- 1995/96 kontakte. Für Violoncello und Klavier
- 2000 zungen reden. Für Trompete und Orgel
- 2001/06 Poems and Variations. 1. Streichquartett
- 2003 Trio
- 2007 Phönix und Drache. Für Saxophone und Orgel
- 2015 Voyages d’hiver. Für Flöte und Streichtrio
- 2018 Orion. Für Violoncello und Orgel
- 2020 Rubaiyat. Für Flöte und Klavier

### Werke für Soloinstrumente
- 1991 Paul-Klee-Blatt III: Linien aus Nachtlicht. Für Orgel
- 1991 Metamorphosen einer Idylle. Für Klavier
- 1996 zeit raum I: ad fontes. drei melodien. Für Orgel
- 2001/08 zeit raum II: ströme. pfingststücke. Für Orgel
- 2003 Winternachtmusik. Für Violoncello
- 2003/10 Winternachtmusik. Für Viola
- 2003 Toccata. Für Orgel
- 2004 Meteor. 2. Etüde. Für Klavier
- 2007 Paul-Klee-Blatt IV: Geröll. 3. Etüde. Für Klavier
- 2008 Toccata and Lament. Für Orgel
- 2009 Terzattacke. Für Flöte
- 2009 Bäume und Steine. 4. Etüde. Für Klavier
- 2011 Paul-Klee-Blatt V: Meerleuchten. Für Orgel
- 2013 Three Shakespeare Songs. Für Gitarre
- 2013 Sekundenschlaf. Für Flöte
- 2017 Miniaturen. Für Violoncello
- 2017 Raindrop Toccata. Für Orgel
- 2017 Ophelia’s Tears. Für Orgel
- 2021 Northern Lights. Für Orgel

### Vokalmusik
- 1988 Gesänge auf Texte von Paul Celan
- 1988 Lieder nach Mörike-Gedichten
- 1991 Modische Mozart-Miniatur
- 1991/92 Hölderlin-Fragmente. Für Bariton und Klavier
- 1991–93 Hölderlin-Fragmente. Für Bariton und Streichorchester
- 1999 in terra pax. Kantate für Sprecher, Soli, Chor und Orchester
- 2005 Weg nach Jerusalem. Kantate für gemischten Chor und Kammerorchester
- 2005 Bagatellodram
- 2011/12 Erscheinung. Kantate für zwei gemischte Chöre, Soli und Orchester
- 2017 Gottes Schweigen (Aus tiefer Not). Kantate für gemischten Chor, Soli und Orchester
- 2020 Lobgesang / Rufe. Für 4-8-stimmig gemischten Chor und Orgel
- 2021 Corona-Sprüche. Für gemischten Chor und Klavier

## Schriften (Auswahl)

### Monographien und Editionen
- Struktur und Assoziation. György Ligetis Orgelwerke. Edition Lade, Schönau 1999.
- Bengt Hambraeus: Orgelwerke 1977–2000. Bärenreiter, Kassel 2003.
- Universität Siegen – Studio für Neue Musik – Die Plakate. Mit einem Vorwort (dt. / engl.). universi, Siegen 2013.
- RAUM MUSIK. Hg. von Ulrich Exner und Martin Herchenröder. Buch und DVD. Schaff, Hamburg 2014.
- Urban Sounds. Stadtklang: Siegen – New York. Hg. von Ulrich Exner und Martin Herchenröder. Buch und DVD. universi, Siegen 2016.
- Verlorene Orte / lost places. Hg. von Ulrich Exner und Martin Herchenröder. Buch und DVD. universi, Siegen 2018.
- Hamlet. The Organ as Scrying Glass: Images from Shakespeare’s Hamlet. The Davidsson Organ and dance Collaborative. Hg. von Martin Herchenröder. Buch und DVD. universi, Siegen 2020.
- …alles im Fluss… Klänge zu Takako Saito. Hg. von Martin Herchenröder und Marco Hoffmann. Buch und Blu-ray Disc. universi, Siegen 2020.

### Artikel
- Ein Oratorium auf der Suche nach dem Urevangelium. Zu Wolfgang Stockmeiers „Jesus“. In: Musik und Kirche 5/1991, 250–260.
- Komponieren nach Messiaen. In: Musik und Kirche 4/1993, 188–196.
- „Sentieri musicali…“ – einige Beobachtungen zum musikalischen Zitat in Werken Jürg Baurs. In: Mitteilungen der Arbeitsgemeinschaft für Rheinische Musikgeschichte 85/1998, 22–32.
- Neue Orgelmusik aus Kanada. In: Musik und Kirche 3/1999, 168–180.
- Neue Orgelmusik nach 1960. In: Rudolf Faber & Philip Hartmann (Hrsg.): Handbuch Orgelmusik, Bärenreiter, Kassel 2002, 663–706.
- From Darmstadt to Stockholm: Tracing the Swedish contribution to the development of a new organ style. In: Kerala J. Snyder (Hrsg.): The Organ as a Mirror of Its Time, Oxford University Press, New York 2002, 303–321.
- Schönberg, Bach, Miró und Mittelalter. Zu Wolfgang Stockmeiers „Tänzerin hört Orgelmusik in einer gotischen Kathedrale“. In: Heinemann, Michael & Wissemann, Antje (Hrsg.): „… in Himmelsnähe“. Für Wolfgang Stockmeier: Ein Buch der Freunde und Kollegen zum 75. Geburtstag am 13. Dezember 2006, Strube, München 2006, 15–29.
- Neue Orgelmusik in den USA. In: Musik und Kirche 4/2009, 250–259.
- Der Komponist und die Orgel im 21. Jahrhundert. In: Hermann J. Busch (Hrsg.): Die Orgel zwischen gestern und morgen. Bericht über das zehnte Colloquium der Walcker-Stiftung für orgelwissenschaftliche Forschung 23.–25. September 2003 in Siegen. Siegen 2011, 100–114.
- Mit Hermann J. Busch: The German-speaking Lands. In: Christopher S. Anderson (Hrsg.): Twentieth-Century Organ Music. Routledge, New York 2012, 43–75.
- Mit Hermann J. Busch: France. In: Christopher S. Anderson (Hrsg.): Twentieth-Century Organ Music. Routledge, New York 2012, 140–170.
- Composing for Historically Informed Organs. In: Annette Richards (Hrsg.): Keyboard Perspectives V: The Yearbook of the Westfield Center for Historical Keyboard Studies 2012. The Westfield Center 2013, 135–146.
- Mit Sibylle Schwantag: Integrierte Orgelforschung. In: Marie-Bernadette Dufourcet-Hakim (Hrsg.): Orgues et Imaginaires. In memoriam Hermann J. Busch (1943–2010). Presses universitaires, Bordeaux 2015, 47–52.
- The Rediscovery of the Organ by the 1960s Avant-Garde. In: Sverker Jullander (Hrsg.): ORGAN PROSPECTS AND RETROSPECTS. Texts and Music in Celebration of Organ Acusticum, Piteå, Sweden. Luleå 2016, 97–112.
- Zumutungen. Orgelmusik nach 1962 – eine Provokation? In: Zum Thema: Provokation. Diagonal. Zeitschrift der Universität Siegen. Heft 39, V&R unipress, Göttingen 2018, 103–121.

## Diskografie
- Herchenröder, Martin (Orgel): Orgelwerke. Johann Sebastian Bach, Jürg Baur, Girolamo Frescobaldi (1995), WDR / Koch Schwann 3-1846-2.
- Davidsson, Hans; Herchenröder, Martin & Schmitt, Christian (Orgel): Martin Herchenröder. Linien aus Nachtlicht. Organ Works (2015), Neos 11504.
- Gauwerky, Friedrich (Violoncello) & Severin von Eckardstein (Klavier): Martin Herchenröder. Winternachtmusik. Music for Violoncello and Piano (2018), Neos 11815.